# Acroniopus
Acroniopus is een geslacht van kevers uit de familie  
kniptorren (Elateridae).
Het geslacht is voor het eerst wetenschappelijk beschreven in 1844 door Erichson.

## Soorten
Het geslacht omvat de volgende soorten:
- Acroniopus ater Candèze, 1863
- Acroniopus fuliginosus Candèze, 1863
- Acroniopus granulatipennis (Lea, 1908)
- Acroniopus humilis (Erichson, 1842)
- Acroniopus infimus (Erichson, 1842)
- Acroniopus marginicollis Schwarz, 1906
- Acroniopus rufipennis W.J. Macleay, 1872
- Acroniopus sydneyanus (Boisduval, 1835)